# A halál és a lány (Schiele-kép)
A halál és a lány (Tod und Mädchen) Egon Schiele osztrák expresszionista festő alkotása, amely a bécsi Belvedere gyűjteményének része.
Schiele 1915-ben, az első világháború idején festette a képet Bécsben. Ebben az évben szakított Wally Neuzil ápolónővel, aki sokáig az élettársa volt, de Schiele elhagyta, hogy feleségül vegye Edith Harms-ot. A festő nem sokkal a kép elkészítése előtt kapta meg behívóját az Osztrák–Magyar Monarchia hadseregébe.
A festmény középpontjában egy férfi és egy nő látható, előbbi, a mű címe alapján a halál. Arca szögletes, koponyaszerű, aurája rossz előérzetet sugalló, öleli a lányt, aki kapaszkodni tűnik belé. A halál sötétbarna köntöst, a lány élénk színű ruhát visel, ami erősíti a kontrasztot élet és halál között, növeli a festmény drámaiságát. A háttér absztrakt és töredezett, amelynek révén a szemlélő tekintete a központi figurákra irányul. A szereplők alatt gyűrött, fehér drapéria.
A szereplők szerelmespárnak tűnnek, ezáltal a kép az élet múlékony jellegére, élet és halál elválaszthatatlan kapcsolatára reflektál, amely Schiele egyik központi témájául szolgált egész munkássága során. A halál arcvonásai a művészt idézik, nagy, tágra nyitott szeme a semmibe néz. Feneke eredetileg meztelen volt, a művész valószínűleg barátja, Arthur Roessler javaslatára festette át.